# Fazakerley
Fazakerley – dzielnica w Liverpoolu, w Anglii, w Merseyside, w dystrykcie Liverpool. W 2011 miejscowość liczyła 16 786 mieszkańców.